# Ghost in the Machine (episodio de Falling Skies)
Ghost in the Machine es el primer episodio y estreno de la cuarta temporada y trigésimo primer episodio a lo largo de la serie de drama y ciencia ficción de TNT Falling Skies. Fue escrito por David Eick y dirigido por Greg Beeman. Fue estrenado el 22 de junio de 2014 en Estados Unidos y el 23 de junio de 2014 en Latinoamérica.
En las afueras de Charleston, los Mason y el resto de los sobrevivientes de la 2nd Mass son emboscados en un brutal ataque de una nueva máquina de guerra Espheni -y una nueva creación mortal diferente a todo lo encontrado previamente. Divididos, los Mason deben forjar nuevas relaciones y habilidades para sobrevivir.

## Argumento
Los sobrevivientes de la 2nd Mass son liderados por Tom de vuelta a Charleston pero son emboscados por unos Beamers y un Mega Mech que los dividen, asesinando a unos cuantos, entre ellos Lyle.
Cuatro meses después del ataque, se revela que la mayoría de los adultos se encuentran en una especie de gueto rodeada por una cerca eléctrica, donde Tom y Weaver son mantenidos aislados del resto de los habitantes, que son custodiados por Skitters y una nueva especie de Skitters voladores y son proveídos de comida, en vez de ser asesinados. Mientras tanto, Hal y Tector intentan volar la valla, sobrecargándola pero fallan.
Ben despierta de un coma y descubre que él, Lourdes, Maggie y Lexi llegaron a un barrio chino donde la guerra no ha llegado y todos los residentes viven en paz y sin miedo de ser atacados. Ben también descubre que Lexi ha pasado de ser una niña de apariencia de seis años a una misteriosa joven físicamente diferente a como él la recordaba y al parecer es quien guía espiritualmente a los habitantes del lugar. Mientras tanto, Anne lidera un grupo de resistencia en el que también se encuentran Anthony y Denny y planean asaltar un camión de suministros. Por otra parte, Matt se encuentra en un campo de reclutamiento juvenil donde tratan de convencer a los jóvenes de aceptar la ocupación Espheni a cambio de alimentación y protección.
Ben se encuentra preocupado por la aparente paz que reina en el barrio chino y acude a Maggie, ya que está convencido de que ella no se encuentra bajo la influencia de Lexi, como lo hace Lourdes. Sin embargo, Lourdes le dice a Ben que si bien no se encuentra bajo la influencia de Lexi, sí cree que ella los está protegiendo y le cuenta un incidente con un Mech que quiso atacar el barrio y fue destruido por un rayo.
Mientras tanto, Tom ha descubierto una manera para poder colarse entre la población del gueto para poder descubrir los puntos débiles de la prisión y así poder idear una manera de salir, adoptando la identidad de un vigilante que es conocido como Fantasma. Anne y su grupo emboscan al camión de suministros pero descubren que lo que en realidad transportan son niños. Matt le cuenta a una chica nueva en el campo de reclutamiento que él y otros chicos se reúnen secretamente en su dormitorio para idear una forma de escapar, al mismo tiempo que trata de convencer al líder del campamento que está haciendo todo lo posible para convertir a la chica a las creencias de los Espheni.
Tras un enfrentamiento con Pope por su generador para conseguir más energía para su plan, Hal y Tector son contactados por Dingaan Botha, un exmilitar sudafricano quien dice que ha podido escapar de otros guetos y les ofrece una manera de salir del suyo. Por otra parte, Tom le cuenta su plan a Weaver para reclutar su ayuda, después de que Cochise le revela que la seguridad en el perímetro es muy alta y los Volm no desean ayudar tras descubrir que los Espheni está creando una nueva arma que podría llevar a la extinción de los seres humanos. Finalmente, uno de los Overlords ordena la captura del Fantasma o la aniquilación de todos los habitantes del gueto.

## Elenco
| - Noah Wyle como Tom Mason. - Moon Bloodgood como Anne Glass. - Drew Roy como Hal Mason. - Connor Jessup como Ben Mason. - Maxim Knight como Matt Mason. - Colin Cunningham como John Pope. - Sarah Sanguin Carter como Maggie. - Mpho Koahu como Anthony. - Doug Jones como Cochise. - Seychelle Gabriel como Lourdes Delgado. - Scarlett Byrne como Lexi. - Will Patton como Daniel Weaver. | - Ryan Robbins como Tector Murphy. - Laci Mailey como Jeanne Weaver. - Brad Kelley como Lyle. - Megan Danso como Denny. - Desiree Ross como Mira. - Dakota Daulby como Kent. - Erika Forest como Lexi (niña). - Treva Etienne como Dingaan Botha. |

## Continuidad
- Este es el estreno de la cuarta temporada de la serie.
- El episodio marca la primera aparición de Dingaan Botha, Mira y Kent.
- Tector fue visto anteriormente en Be Silent and Come Out.
- Denny fue vista anteriormente en la realidad alternativa de Strage Brew.
- Una nueva especie de extraterrestres es introducida, sin embargo, su nombre es desconocido.
- Weaver revela que Jeanne fue secuestrada por una de las nuevas criaturas.
- Anne comenta que los Volm se retiraron de la Tierra tres meses atrás.

- Cochise revela que esta acción fue causada porque los Espheni encontraron el escondite donde los Volm mantenían a salvo a sus parejas.

- Lyle muere en este episodio.

## Recepción

### Recepción de la crítica
Chris Carabott de IGN calificó al episodio como bueno y le otorgó una puntuación de 7.7 sobre 10, comentando: "Los campos de reeducación y Chinatown se sienten como cambios refrescantes de la serie hasta ahora. Hay una gran cantidad de lagunas que todavía tienen que ser rellenada y preguntas que deben ser contestadas para que el escenario sea completamente creíble, pero el cambio de tono es bienvenido. El personaje del vigilante de Tom es una diversión linda pero no veo que pueda ser de una duración larga".

### Recepción del público
En Estados Unidos, Ghost in the Machine fue visto por 3.67 millones de espectadores, recibiendo 1.0 millón de espectadores entre los 18 y 49 años, de acuerdo con Nielsen Media Research, convirtiéndose en el estreno de temporada con menor audiencia a lo largo de la serie.